# Élections législatives de 2012 dans le Territoire de Belfort
Les élections législatives françaises de 2012 se déroulent les 10 et 17 juin 2012. Dans le département du Territoire de Belfort, non concerné par le redécoupage électoral, deux députés sont à élire dans le cadre de deux circonscriptions.

## Élus
|   | Circonscription | Député sortant   |  | Parti | Député élu ou réélu |  | Parti |
| - | --------------- | ---------------- |  | ----- | ------------------- |  | ----- |
| = | 1re             | Damien Meslot    |  | UMP   | Damien Meslot       |  | UMP   |
| = | 2e              | Michel Zumkeller |  | PRV   | Michel Zumkeller    |  | PRV   |

## Résultats

### Résultats à l'échelle du département
| Parti          | Parti                             | Premier tour | Premier tour | Second tour | Second tour | Sièges |
| Parti          | Parti                             | Voix         | %            | Voix        | %           | Sièges |
| -------------- | --------------------------------- | ------------ | ------------ | ----------- | ----------- | ------ |
|                | Parti socialiste                  | 8 822        | 15,71        | 11 949      | 22,16       | 0      |
|                | Mouvement républicain et citoyen  | 8 403        | 14,96        | 12 886      | 23,90       | 0      |
|                | Europe Écologie Les Verts         | 2 099        | 3,74         |             |             | 0      |
|                | Divers gauche                     | 1 862        | 3,32         | 0           |             |        |
|                | Parti radical de gauche           | 293          | 0,52         | 0           |             |        |
|                | Majorité présidentielle           | 21 479       | 38,25        | 24 835      | 46,06       | 0      |
|                |                                   |              |              |             |             |        |
|                | Union pour un mouvement populaire | 11 318       | 20,15        | 15 344      | 28,45       | 1      |
|                | Parti radical                     | 8 502        | 15,14        | 13 741      | 25,48       | 1      |
|                | Droite parlementaire              | 19 820       | 35,29        | 29 085      | 53,94       | 2      |
|                |                                   |              |              |             |             |        |
|                | Front national                    | 9 219        | 16,42        |             |             | 0      |
|                | Front de gauche                   | 2 522        | 4,49         | 0           |             |        |
|                | Mouvement démocrate               | 1 445        | 2,57         | 0           |             |        |
|                | Extrême gauche dont LO et NPA     | 595          | 1,06         | 0           |             |        |
|                | Divers                            | 593          | 1,06         | 0           |             |        |
|                | Extrême droite                    | 245          | 0,44         | 0           |             |        |
|                | Debout la République              | 239          | 0,43         | 0           |             |        |
|                |                                   |              |              |             |             |        |
| Inscrits       | Inscrits                          | 94 966       | 100,00       | 94 959      | 100,00      | 2      |
| Abstentions    | Abstentions                       | 37 888       | 39,9         | 38 448      | 40,49       |        |
| Votants        | Votants                           | 57 078       | 60,1         | 56 511      | 59,51       |        |
| Blancs et nuls | Blancs et nuls                    | 921          | 1,61         | 2 591       | 4,58        |        |
| Exprimés       | Exprimés                          | 56 157       | 98,39        | 53 920      | 95,42       |        |

### Résultats par circonscription

#### Première circonscription (Belfort-Sud)
| Candidat       | Candidat                    | Parti          | Premier tour | Premier tour | Second tour | Second tour |
| Candidat       | Candidat                    | Parti          | Voix         | %            | Voix        | %           |
| -------------- | --------------------------- | -------------- | ------------ | ------------ | ----------- | ----------- |
|                | Damien Meslot sortant réélu | UMP            | 11 318       | 40,23        | 15 344      | 56,22       |
|                | Anne-Marie Forcinal         | PS             | 8 822        | 31,36        | 11 949      | 43,78       |
|                | Marc Archambault            | RBM (FN)       | 4 298        | 15,28        |             |             |
|                | Jacques Rambur              | FG (PCF)       | 1 145        | 4,07         |             |             |
|                | Éva Pedrocchi               | EÉLV           | 936          | 3,33         |             |             |
|                | Renaud Rousselet            | CpF (MoDem)    | 667          | 2,37         |             |             |
|                | Saïd Meftah El Khair        | PRG            | 293          | 1,04         |             |             |
|                | Gérard Cretin               | MNR (PDF)      | 245          | 0,87         |             |             |
|                | Jean-Christophe Muringer    | DLR            | 239          | 0,85         |             |             |
|                | Christiane Petitot          | LO             | 170          | 0,60         |             |             |
|                | Claude Larger               | Divers         | 0            | 0,00         |             |             |
|                |                             |                |              |              |             |             |
| Inscrits       | Inscrits                    | Inscrits       | 47 187       | 100,00       | 47 185      | 100,00      |
| Abstentions    | Abstentions                 | Abstentions    | 18 648       | 39,52        | 18 813      | 39,87       |
| Votants        | Votants                     | Votants        | 28 539       | 60,48        | 28 372      | 60,13       |
| Blancs et nuls | Blancs et nuls              | Blancs et nuls | 406          | 1,42         | 1 079       | 3,80        |
| Exprimés       | Exprimés                    | Exprimés       | 28 133       | 98,58        | 27 293      | 96,20       |

#### Deuxième  circonscription (Belfort-Nord)
| Candidat       | Candidat                       | Parti                         | Premier tour | Premier tour | Second tour | Second tour |
| Candidat       | Candidat                       | Parti                         | Voix         | %            | Voix        | %           |
| -------------- | ------------------------------ | ----------------------------- | ------------ | ------------ | ----------- | ----------- |
|                | Michel Zumkeller sortant réélu | PRV (UMP)                     | 8 502        | 30,34        | 13 741      | 51,61       |
|                | Étienne Butzbach               | MRC (Divers gauche, PS)       | 8 403        | 29,99        | 12 886      | 48,39       |
|                | Isabelle Roy                   | RBM (FN)                      | 4 921        | 17,56        |             |             |
|                | Marie-José Fleury              | diss. PS                      | 1 862        | 6,64         |             |             |
|                | Emmanuel Petitjean             | FG (PG) (Divers gauche)       | 1 377        | 4,91         |             |             |
|                | Vincent Jeudy                  | EÉLV                          | 1 163        | 4,15         |             |             |
|                | Jean-Christophe Messin         | CpF (MoDem)                   | 778          | 2,78         |             |             |
|                | Bachir Bouhmadou               | Divers (Résistance citoyenne) | 593          | 2,12         |             |             |
|                | Jean-Marie Pheulpin            | LO                            | 225          | 0,80         |             |             |
|                | Olivier Marcet                 | NPA                           | 200          | 0,71         |             |             |
|                | Gabrielle Domin                | PRG                           | 0            | 0,00         |             |             |
|                |                                |                               |              |              |             |             |
| Inscrits       | Inscrits                       | Inscrits                      | 47 779       | 100,00       | 47 774      | 100,00      |
| Abstentions    | Abstentions                    | Abstentions                   | 19 240       | 40,27        | 19 635      | 41,10       |
| Votants        | Votants                        | Votants                       | 28 539       | 59,73        | 28 139      | 58,90       |
| Blancs et nuls | Blancs et nuls                 | Blancs et nuls                | 515          | 1,80         | 1 512       | 5,37        |
| Exprimés       | Exprimés                       | Exprimés                      | 28 024       | 98,20        | 26 627      | 94,63       |